# 佐久間保明
佐久間 保明（さくま やすあき、1947年(昭和22年) - ）は、日本近代文学研究者、武蔵野美術大学教授。
福岡県生まれ。早稲田大学教育学部国語科卒業、同大学院博士課程後期日本文学専攻満期退学。高等学校教諭、1988年武蔵野美術大学講師、助教授、1995年教授。

## 著書
- 『文学の教室』ゆまに書房、2002
- 『文章の教室』武蔵野美術大学出版局、2002
- 『文章の新教室』武蔵野美術大学出版局、2006
- 『文学の新教室』ゆまに書房、2007
- 『残照の日本近代文学 一九二〇年前後』ゆまに書房、2013

共編
- 『日本文学研究資料新集 佐藤春夫と室生犀星 詩と小説の間』大橋毅彦共編 有精堂出版、1992

## 参考
- [ISBN 978-4-8433-2353-3]
- 武蔵野美術大学